# Oskar Falke
Oskar Falke (23. dubna 1827 Vídeň – 10. března 1883 Menton nebo Monte Carlo) byl rakouský politik německé národnosti, v 2. polovině 19. století poslanec Říšské rady ze Štýrska.

## Biografie
Působil jako statkář v Steinhofenu u Radkersburgu. Podílel se na revoluci roku 1848. Vydával radikální list Studenten-Courier. Po porážce revoluce musel pro svou účast na říjnovém povstání ve Vídni přesídlit do zahraničí. Nejprve emigroval do Lipska, pak odešel do Švýcarska a Anglie. Roku 1853 se přestěhoval do USA, kde byl spolumajitelem podniku. Roku 1864 se vrátil do Evropy a u Mannheimu založil průmyslový podnik. Roku 1874 se vrátil do vlasti a usadil se u štýrského Radkersburgu.
Působil taky jako poslanec Říšské rady (celostátního parlamentu Předlitavska), kam nastoupil ve volbách roku 1879 za kurii městskou v Štýrsku, obvod Hartberg, Feldbach, Fürstenfeld, Weiz, Gleisdorf atd. Poslancem byl až do své smrti roku 1883. Ve volebním období 1879–1885 se uvádí jako Oskar Falke, statkář, bytem Steinhof. Po volbách roku 1879 se uvádí jako ústavověrný poslanec. Na Říšské radě se v říjnu 1879 zmiňuje coby člen mladoněmeckého Klubu sjednocené Pokrokové strany (Club der vereinigten Fortschrittspartei).
Zemřel v březnu 1883 ve francouzském Mentonu. Podle jiných zdrojů zemřel v Monte Carlu.